# Кихниё

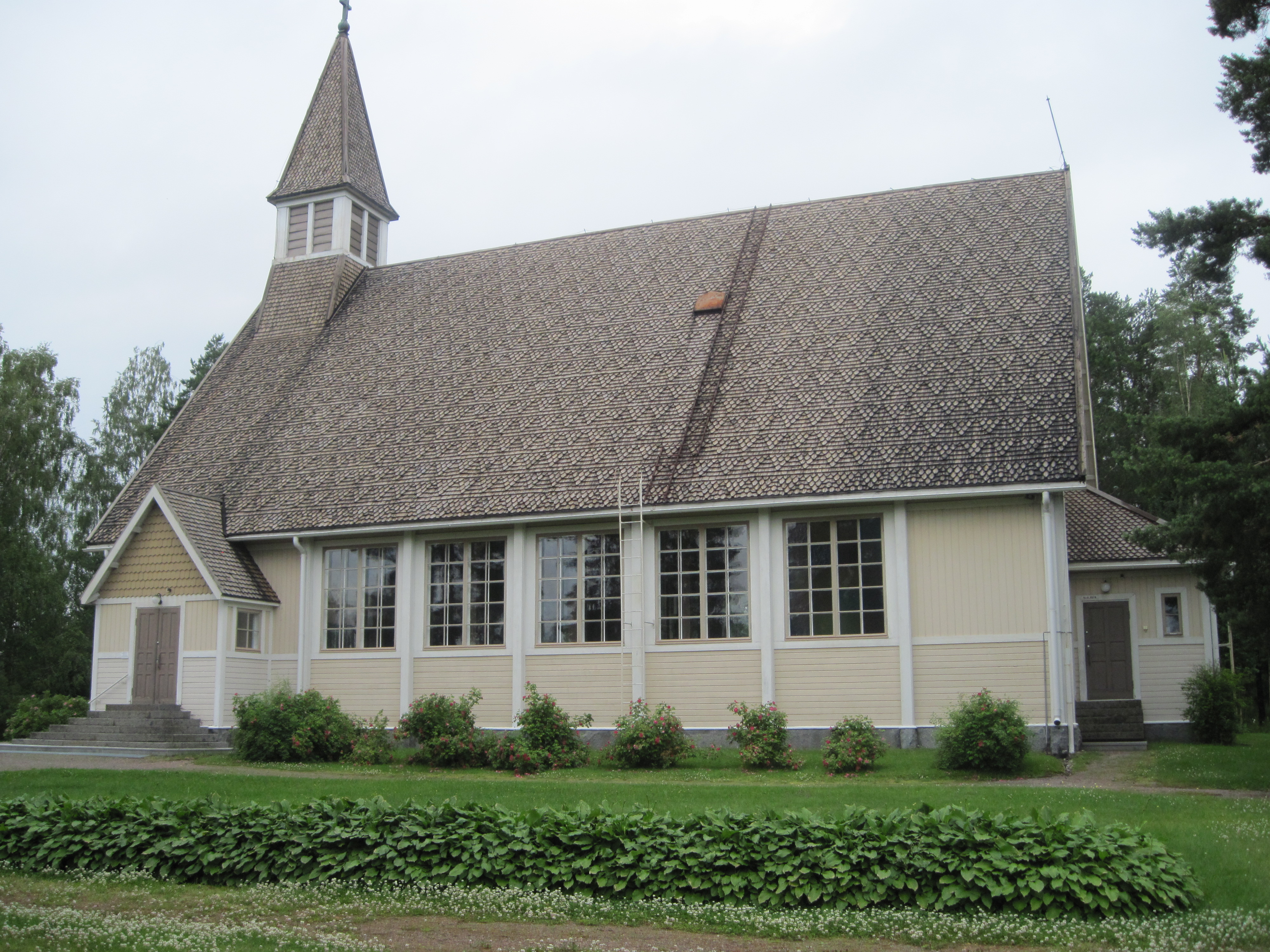

Кихниё (фин. Kihniö) — община в провинции Пирканмаа, Финляндия. Общая площадь территории — 390,50 км², из которых 33,39 км² — вода.

## Демография
На 31 января 2011 года в общине Кихниё проживают 2216 человек: 1132 мужчины и 1084 женщины.
Финский язык является родным для 99,01 % жителей, шведский — для 0 %. Прочие языки являются родными для 0,99 % жителей общины.
Возрастной состав населения:
- до 14 лет — 13,09 %
- от 15 до 64 лет — 62,82 %
- от 65 лет — 24,55 %

Изменение численности населения по годам:
| Год  | Численность |
| ---- | ----------- |
| 1980 | 2921        |
| 1990 | 2761        |
| 2000 | 2433        |
| 2010 | 2226        |
| 2011 | 2216        |